# Toyota FCV Plus

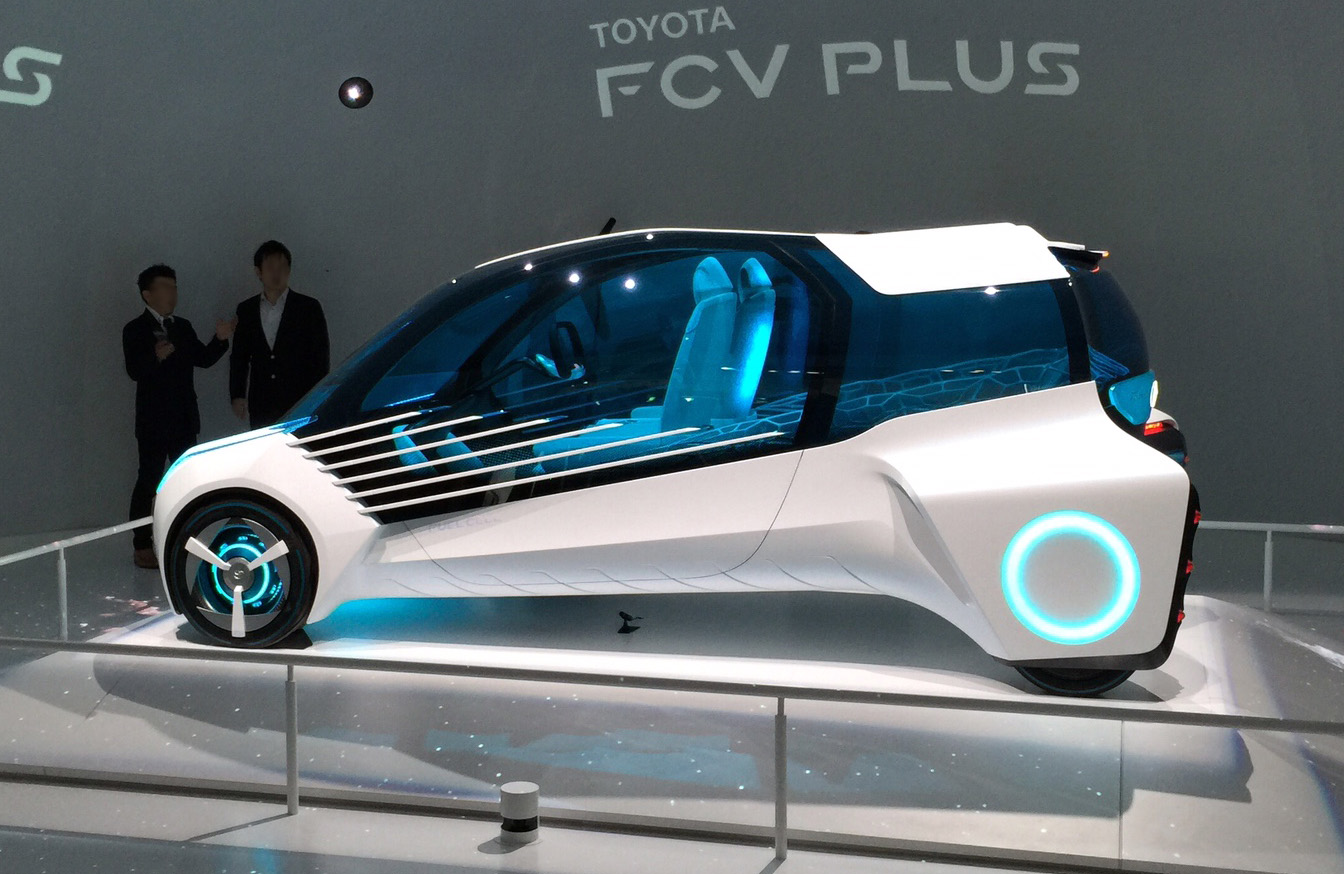
Toyota FCV Plus na Tokyo Motor Show 2015

Toyota FCV Plus – czteroosobowy samochód koncepcyjny napędzany wodorowymi ogniwami paliwowymi, zaprezentowany w październiku 2015 roku podczas Tokyo Motor Show. Zespół ogniw paliwowych jest zamontowany między przednimi kołami, zbiornik paliwa za tylnymi siedzeniami. Każde z czterech kół ma oddzielny napęd w postaci silnika elektrycznego zintegrowanego z kołem.

Samochód posłużył Toyocie do przedstawienia wizji społeczeństwa wodorowego. Ogniwa paliwowe w samochodzie mogą służyć do wytwarzania energii na potrzeby zewnętrznych odbiorników, np. gospodarstwa domowego, ze skompresowanego wodoru, który może być dostarczany zarówno ze zbiornika w samochodzie, jak i ze zbiornika umieszczonego na zewnątrz. Wówczas samochód staje się stacjonarną elektrownią. Auto można przyłączyć do lokalnej sieci energetycznej jako dodatkowe źródło zasilania.

W Europie po raz pierwszy FCV Plus został pokazany na Salonie Samochodowym w Paryżu w październiku 2016.